# Ryder Cup 1997
La 32ª edizione della Ryder Cup si è tenuta al Valderrama Golf Club nella città di Sotogrande, (a circa 25 km da Gibilterra), dal 26 al 28 settembre 1997.
La squadra europea si presentò alla competizione come detentrice della coppa. I capitani dei team erano Seve Ballesteros per l’Europa e Tom Kite per gli USA. La formazione di casa vinse con un punteggio di 14½ a 13½.
La squadra europea accumulò un netto vantaggio nelle prime due giornate, in modo da arrivare all’ultima giornata in vantaggio 10½-5½. Agli Stati Uniti non bastò il successo di 8-4 nell’ultima sessione, durante la quale sfiorarono la rimonta. Questa fu la prima delle sei vittorie consecutive conseguite in casa dall’Europa: tale striscia positiva è ancora in corso dopo l’edizione 2018.

## Formato
La Ryder Cup è un torneo match play, in cui ogni singolo incontro vale un punto. Il formato dell'edizione 1997 era il seguente:
- I Giornata (Venerdì) – 4 incontri "fourball" (la migliore buca) nella sessione mattutina e 4 incontri "foursome" (colpi alternati) nella sessione pomeridiana.
- II Giornata (Sabato) – 4 incontri "fourball" nella sessione mattutina e 4 incontri "foursome" nella sessione pomeridiana.
- III Giornata (Domenica) – 12 incontri singolari.

Ogni incontro si disputa su un massimo di 18 buche. La vittoria di ogni incontro assegna un punto, nel caso di parità del match si assegna ½ punto a ciascuno, per un totale di 28 punti disponibili. 14½ punti sono necessari per vincere, ma 14 punti (ovvero un pareggio) sono sufficienti alla squadra che difende per mantenere la coppa.

## Squadre
| Europa              |     |                  |                     |                                              |
| Nome                | Età | Punti classifica | Classifica mondiale | Note                                         |
| Seve Ballesteros    | 40  |                  |                     | Capitano non-giocatore                       |
| Colin Montgomerie   | 34  | 1                | 5                   | 4ª partecipazione                            |
| Darren Clarke       | 29  | 2                | 33                  | Esordio nella Ryder Cup                      |
| Bernhard Langer     | 40  | 3                | 20                  | 9ª partecipazione                            |
| Ian Woosnam         | 39  | 4                | 25                  | 8ª partecipazione                            |
| Per-Ulrik Johansson | 30  | 5                | 42                  | 2ª partecipazione                            |
| Lee Westwood        | 24  | 6                | 32                  | Esordio nella Ryder Cup                      |
| Ignacio Garrido     | 25  | 7                | 78                  | Esordio nella Ryder Cup                      |
| Thomas Bjørn        | 26  | 8                | 73                  | Esordio nella Ryder Cup                      |
| Costantino Rocca    | 40  | 9                | 43                  | 3ª partecipazione                            |
| José María Olazábal | 31  | 11               | 57                  | 5ª partecipazione                            |
| Nick Faldo          | 40  | 27               | 15                  | Scelta del capitano, 11ª partecipazione      |
| Jesper Parnevik     | 32  | -                | 18                  | Scelta del capitano, Esordio nella Ryder Cup |

| Stati Uniti    |     |                  |                     |                                        |
| Nome           | Età | Punti classifica | Classifica mondiale | Note                                   |
| Tom Kite       | 47  |                  |                     | Capitano non-giocatore                 |
| Tiger Woods    | 21  | 1                | 2                   | Esordio nella Ryder Cup                |
| Justin Leonard | 25  | 2                | 11                  | Esordio nella Ryder Cup                |
| Tom Lehman     | 38  | 3                | 6                   | 2ª partecipazione                      |
| Davis Love III | 33  | 4                | 10                  | 3ª partecipazione                      |
| Jim Furyk      | 27  | 5                | 21                  | Esordio nella Ryder Cup                |
| Phil Mickelson | 27  | 6                | 8                   | 2ª partecipazione                      |
| Jeff Maggert   | 33  | 7                | 28                  | 2ª partecipazione                      |
| Mark O'Meara   | 40  | 8                | 9                   | 4ª partecipazione                      |
| Scott Hoch     | 41  | 9                | 13                  | Esordio nella Ryder Cup                |
| Brad Faxon     | 36  | 10               | 16                  | 2ª partecipazione                      |
| Lee Janzen     | 33  | 15               | 39                  | Scelta del capitano, 2ª partecipazione |
| Fred Couples   | 37  | 17               | 12                  | Scelta del capitano, 5ª partecipazione |

## Risultati

### I sessione
Four-ball
| Europa (bandiera)  | Risultati | Stati Uniti (bandiera) |
| ------------------ | --------- | ---------------------- |
| Olazábal/Rocca     | 1 up      | Love III/Mickelson     |
| Faldo/Westwood     | 1 up      | Couples/Faxon          |
| Parnevik/Johansson | 1 up      | Lehman/Furyk           |
| Montgomerie/Langer | 3 & 2     | Woods/O'Meara          |
| 2                  | Sessione  | 2                      |
| 2                  | Totale    | 2                      |

### II sessione
Foursome
| Europa (bandiera)  | Risultati | Stati Uniti (bandiera) |
| ------------------ | --------- | ---------------------- |
| Rocca/Olazábal     | 1 up      | Hoch/Janzen            |
| Langer/Montgomerie | 5 & 3     | O'Meara/Woods          |
| Faldo/Westwood     | 3 & 2     | Leonard/Maggert        |
| Parnevik/Garrido   | pareggio  | Lehman/Mickelson       |
| 2½                 | Sessione  | 1½                     |
| 4½                 | Totale    | 3½                     |

### III sessione
Four-ball
| Europa (bandiera)  | Risultati | Stati Uniti (bandiera) |
| ------------------ | --------- | ---------------------- |
| Montgomerie/Clarke | 1 up      | Couples/Love III       |
| Woosnam/Bjørn      | 2 & 1     | Leonard/Faxon          |
| Faldo/Westwood     | 2 & 1     | Woods/O'Meara          |
| Olazábal/Garrido   | pareggio  | Mickelson/Lehman       |
| 3½                 | Sessione  | ½                      |
| 8                  | Totale    | 4                      |

### IV sessione
Foursome
| Europa (bandiera)  | Risultati | Stati Uniti (bandiera) |
| ------------------ | --------- | ---------------------- |
| Montgomerie/Langer | 1 up      | Janzen/Furyk           |
| Faldo/Westwood     | 2 & 1     | Hoch/Maggert           |
| Parnevik/Garrido   | pareggio  | Leonard/Woods          |
| Olazábal/Rocca     | 5 & 4     | Love III/Couples       |
| 2½                 | Sessione  | 1½                     |
| 10½                | Totale    | 5½                     |

### V sessione
Singoli
| Europa (bandiera)   | risultati | Stati Uniti (bandiera) |
| ------------------- | --------- | ---------------------- |
| Ian Woosnam         | 8 & 7     | Fred Couples           |
| Per-Ulrik Johansson | 3 & 2     | Davis Love III         |
| Jesper Parnevik     | 5 & 4     | Mark O'Meara           |
| Darren Clarke       | 2 & 1     | Phil Mickelson         |
| Costantino Rocca    | 4 & 2     | Tiger Woods            |
| Thomas Bjørn        | pareggio  | Justin Leonard         |
| Ignacio Garrido     | 7 & 6     | Tom Lehman             |
| Bernhard Langer     | 2 & 1     | Brad Faxon             |
| Lee Westwood        | 3 & 2     | Jeff Maggert           |
| José María Olazábal | 1 up      | Lee Janzen             |
| Nick Faldo          | 3 & 2     | Jim Furyk              |
| Colin Montgomerie   | pareggio  | Scott Hoch             |
| 4                   | Sessione  | 8                      |
| 14½                 | Totale    | 13½                    |